# مطار كيمي تورنيو
مطار كيمي تورنيو ((بالفنلندية: Kemi-Tornion lentoasema)‏ (بالسويدية: Kemi-Torneå flygplats)‏ ) (إياتا: KEM، إيكاو: EFKE) هو مطار يقع في كيمي، فنلندا. يقع المطار بالقرب من منطقة لاوتيوساري شرق نهر كيميوكي ،على بعد حوالي 6 كيلومتر (3.7 ميل) شمال مركز مدينة كيمي و 18 كيلومتر (11 ميل) شرق مركز مدينة تورنيو. المطار مملوك ومدار من قبل فينافيا.

## صالة
يوجد مقهى / مطعم صغير في المطار، مفتوح للجمهور والركاب. يوجد أيضًا متجر هدايا صغير للهدايا التذكارية. تعمل شركات تأجير السيارات التالية في مطار كيمي: افيس و بادجيت و يوروبكار و هرتز و Scandia Rent

## شركات الطيران والوجهات
| شركـات طيـران | الوجهات                                                |
| ------------- | ------------------------------------------------------ |
| فين إير       | مطار هلسنكي فانتا، مطار كوكولا- بيتارساري [الإنجليزية] |

## إحصائيات

### الركاب
| السنة | الركاب المحليين | الركاب الدوليين | إجمالي الركاب | معدل التغير |
| ----- | --------------- | --------------- | ------------- | ----------- |
| 2005  | 85133           | 2750            | 87883         | −15.5٪▼     |
| 2006  | 82،867          | 2،157           | 85.024        | −3.3٪▼      |
| 2007  | 89661           | 2،606           | 92267         | + 8.5٪▲     |
| 2008  | 93496           | 2،391           | 95887         | + 3.7٪▲     |
| 2009  | 94243           | 1،366           | 95609         | −0.3٪▼      |
| 2010  | 95.079          | 1،483           | 96562         | + 0.6٪▲     |
| 2011  | 91895           | 1862            | 93757         | -2.9٪▼      |
| 2014  | 57707           | 1،333           | 59.040        | + 2.4٪▲     |
| 2015  | 55206           | 1136            | 56342         | -4.6٪▼      |
| 2016  | 60،645          | 669             | 61314         | + 8.8٪▲     |
| 2017  | 95610           | 8،852           | 104462        | + 70.4٪▲    |
| 2018  | 65.004          | 1،796           | 66800         | -36.1٪▼     |

### الشحن والبريد
| السنة | الشحن الداخلي | البريد المحلي | الشحن الدولي | البريد الدولي | إجمالي الشحن والبريد | معدل التغير |
| ----- | ------------- | ------------- | ------------ | ------------- | -------------------- | ----------- |
| 2005  | 47            | 2             | 2            | 0             | 51                   | −23.9٪▼     |
| 2006  | 56            | 1             | 0            | 0             | 57                   | + 11.8٪▲    |
| 2007  | 78            | 1             | 0            | 0             | 79                   | + 38.6٪▲    |
| 2008  | 88            | 1             | 1            | 0             | 90                   | + 13.9٪▲    |
| 2009  | 56            | 1             | 0            | 0             | 57                   | −36.7٪▼     |
| 2010  | 25            | 1             | 0            | 0             | 27                   | −52.6٪▼     |

## النقل البري
لا توجد مواصلات عامة مباشرة إلى المطار. ومع ذلك، هناك محطة للحافلات على بعد حوالي 700 متر (2,300 قدم) من المطار. تستغرق سيارة اجرة المطار إلى كيمي حوالي 15 دقيقة في وقت السفر بينما تستغرق الرحلة إلى تورنيو حوالي 25 دقيقة. يوجد موقف للسيارات أمام باب المحطة مباشرة.

## روابط خارجية
- فينافيا - مطار كيمي تورنيو
- AIP Finland - مطار كيمي تورنيو
- Airport information for EFKE at World Aero Data. Data current as of October 2006.